# Wronki
Pour les articles homonymes, voir Wronki (homonymie).
Wronki (prononciation : [ˈvrɔŋki], en allemand : Wronke) est une ville de la voïvodie de Grande-Pologne et du powiat de Szamotuły.
Elle est située à environ 17 kilomètres au nord-ouest de Szamotuły et à environ 49 kilomètres au nord-ouest de Poznań, capitale de la voïvodie de Grande-Pologne.
Elle est le siège administratif de la gmina de Wronki.
Elle s'étend sur 5,81 km2.

## Géographie

Plan de la ville.

La ville de Wronki est située à l'ouest de la voïvodie de Grande-Pologne. La Warta (affluent de l'Oder) traverse la ville. Wronki est située à proximité de la région des lacs de Sieraków.
La ville est localisée à environ 49 km au nord-ouest de Poznań, la capitale régionale.

## Histoire
Wronki a obtenu ses droits de ville vers 1279. 
Au début du XVIIe siècle, la ville était sous la dépendance de Sofia Czarnkowska, qui leur permit de construire une synagogue en brique le 28 mai 1607. À partir de 1818, la ville appartient à l'arrondissement de Samter dans le grand-duché de Posen puis de la province de Posnanie. À la fin du XIXe siècle, la population juive représente 18 % de la population totale.Ce nombre va diminuer après l'incorporation de la ville à la Pologne puis avec la Shoah.
De 1975 à 1998, la ville faisait partie du territoire de la voïvodie de Piła. Depuis 1999, la ville fait partie du territoire de la voïvodie de Grande-Pologne.

## Monuments

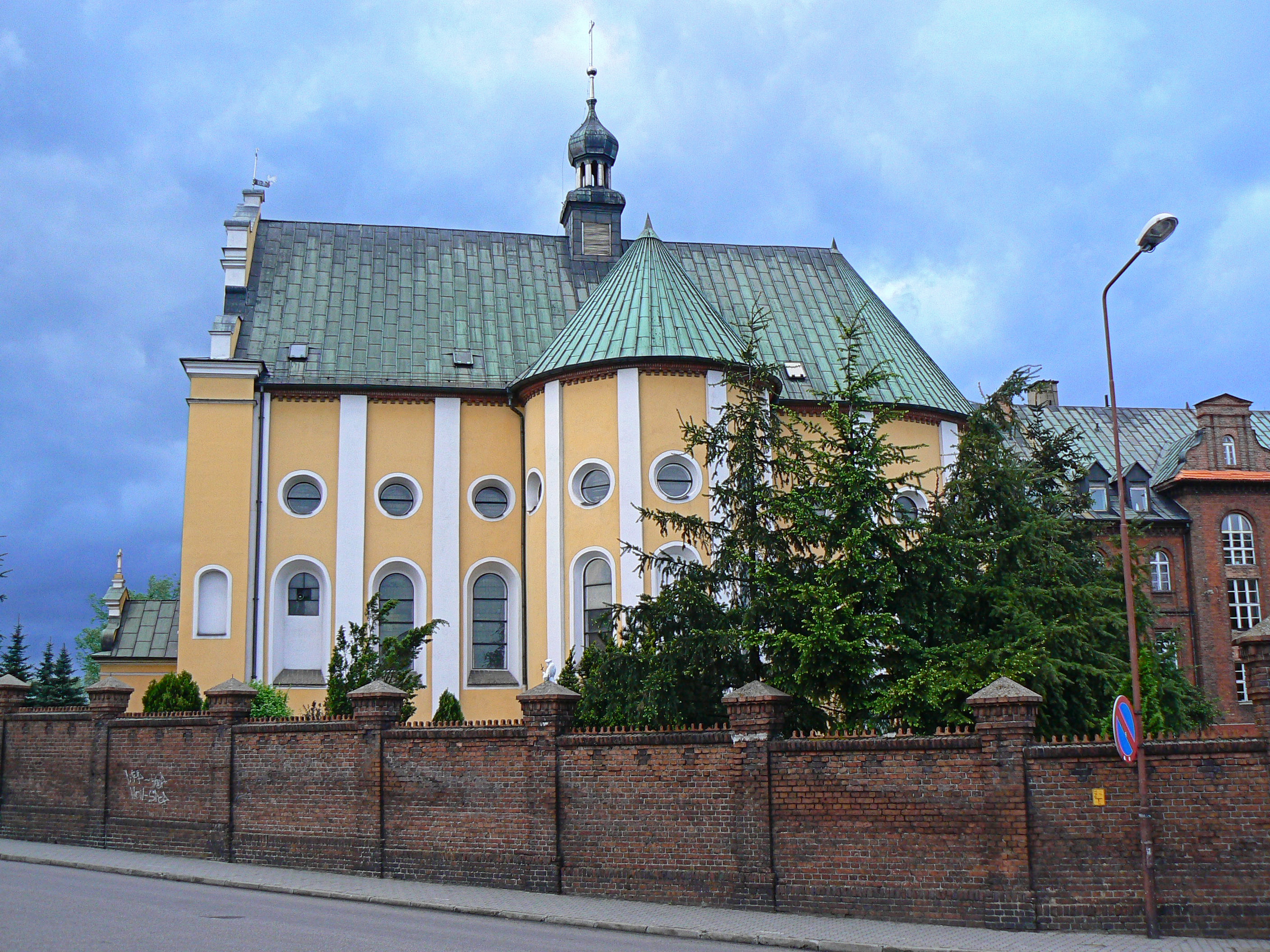
L'église des franciscains.

- l'église franciscaine, datant du XVIIe siècle ;
- l'église paroissiale Sainte Catherine, construite à la fin du XVe siècle.

## Voies de communication
La ville est traversée par les routes voïvodales 140 (pl) (qui relie Ciszkowo à Wronki), 150 (pl) (qui relie Sieraków à Wronki), 182 (pl) (qui relie Ujście à Międzychód) et 184 (qui relie Przeźmierowo à Wronki). La gare Wronki a des connexions avec Poznań et Krzyż Wielkopolski, Stargard Szczeciński, Szczecin et Świnoujście.

## Entreprises
- Amica

## Sport
- Amica Wronki

## Personnalités liées à la ville
- Adolf Pinner (de) (1842, naissance à Wronki - 1909, Berlin), chimiste ;
- Hans Ferdinand Emil Julius Stichel (1862, naissance à Wronki - 1936, Berlin-Lichterfelde), biologiste ;
- Bernhard Zondek (1891, naissance à Wronki - 1966, New York), gynécologue ;
- Hermann Zondek (de) (1887, naissance à Wronki - 1979, Jérusalem), physicien ;
- Grzegorz Szamotulski (né en 1976), joueur de football.

### Résidents célèbres
- Jan Henryk Dąbrowski (1755 - 1818), mort à Winna Góra, à côté de la ville ;
- Carl Maria Splett (de) (1898, Zoppot/Sopot - Düsseldorf), évêque ;
- Rosa Luxembourg, emprisonnée pendant la première guerre mondiale.

## Jumelages
- Plérin, France
- Cookstown, Royaume-Uni
- Lentvaris, Lituanie
- Beverwijk, Pays-Bas